# برایان مک‌براید
برایان مک‌براید (انگلیسی: Brian McBride؛ زادهٔ ۱۹ ژوئن ۱۹۷۲) یک بازیکن فوتبال اهل ایالات متحده آمریکا است.
وی همچنین در تیم ملی فوتبال ایالات متحده آمریکا در جام جهانی ۱۹۹۸ بازی کرده و زننده تک گل تیم ملی کشورش مقابل تیم ملی فوتبال ایران بوده است .